# Pietrowice Wielkie
Pour l’article homonyme, voir la gmina de Pietrowice Wielkie.
Pietrowice Wielkie est un village de la voïvodie de Silésie et du powiat de Racibórz. Il est le siège de la gmina de Pietrowice Wielkie.

## Histoire
De 1743 à 1945, Groß Peterwitz fait partie de l'arrondissement de Ratibor (de) dans le district d'Oppeln au sein la province de Silésie